# Поганковые
Поганковые (лат. Podicipedidae) — семейство водоплавающих птиц, единственное в отряде поганкообразных (Podicipediformes). Включает 22 вида, из которых три вымерли. Русское название «поганка» происходит от отвратительного вкуса их мяса, которое имеет неприятный запах рыбы. Наиболее распространённым видом в Европе является большая поганка, или чомга.

## Описание

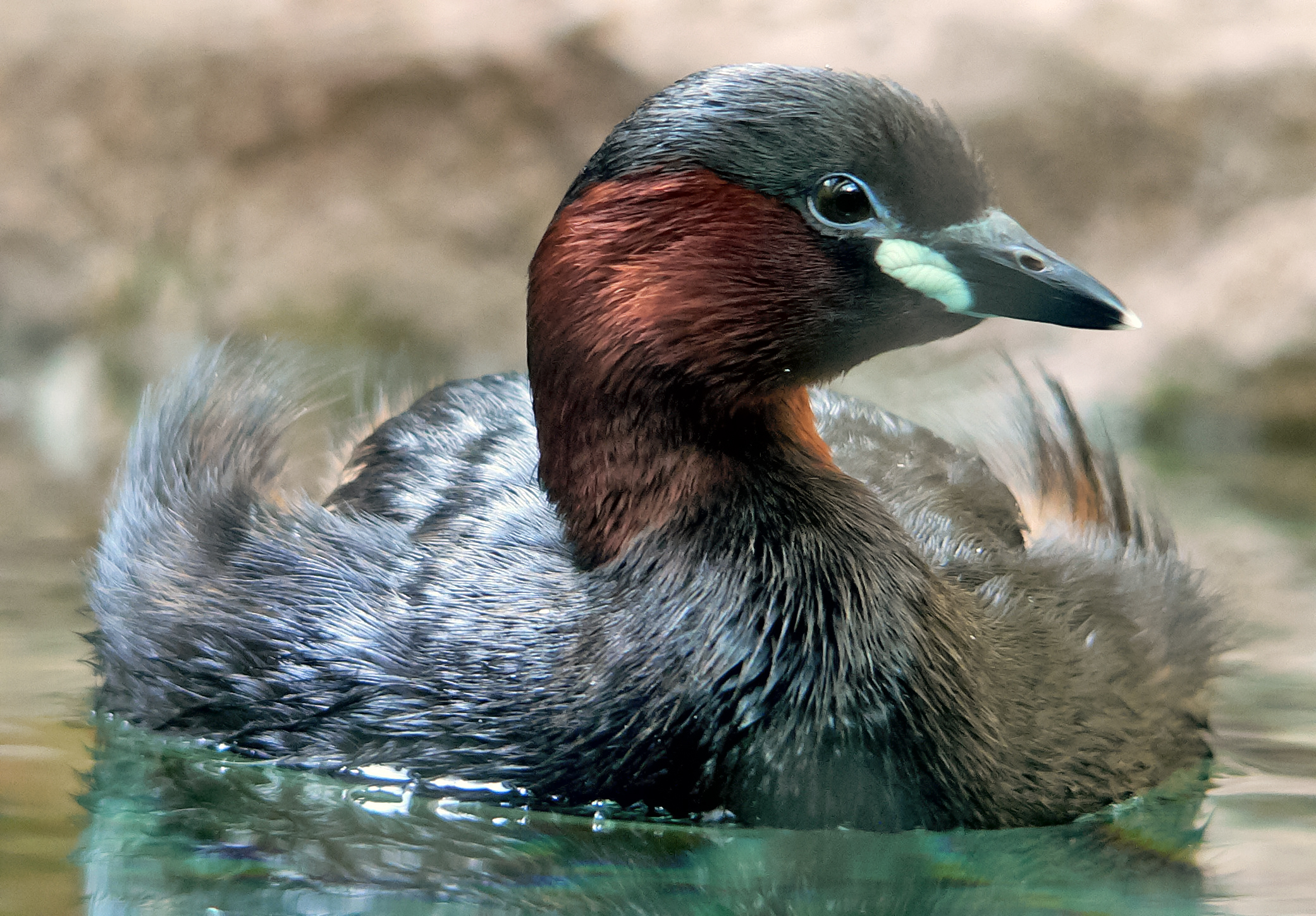
Малая поганка

Поганковые — водоплавающие птицы, хорошие ныряльщики. И хотя неспециалисты часто принимают их за уток, они не имеют с последними ничего общего. Кроме того что они отличаются от уток внешне, они также значительно глубже сидят на воде; это обусловлено тем, что кости у поганковых, в отличие от многих других птиц, в большинстве своём не полые и в меньшей степени наполнены воздухом. Сильные короткие ноги отнесены далеко назад относительно туловища, они помогают поганковым хорошо плавать и нырять. Пальцы ног не соединены перепонками, а оторочены с боков жёсткими кожными, до сантиметра шириной лопастями, не менее удобными для гребли. При этом три пальца направлены вперёд, а четвёртый — назад. Ногами поганковые гребут не под собой, как, например, утки или чайки; ноги весьма эффективно работают сзади, образуя подобие корабельного винта.
Погружаются птицы одним резким броском, головой вперёд. При этом тело иногда полностью поднимается из воды. Таким скачком поганковым удаётся нырять под практически прямым углом и погружаться на бо́льшую глубину. При этом крылья остаются плотно прижатыми к телу, то есть поганковые не используют их под водой для передвижения, как, например, пингвины или гагары. Ныряют как правило на 10—40 секунд, при этом более мелкие виды поганковых в среднем меньше задерживается под водой, чем крупные. Бывали случаи погружения птиц под воду на одну минуту, а максимальное время погружения в три минуты было зарегистрировано у красношейной поганки. Глубина погружения обычно составляет 1—4 м, но известен случай обнаружения поганки, запутавшейся в сети на глубине 30 м. Представители данного семейства способны преодолевать под водой в горизонтальном направлении довольно большие расстояния.
Хотя отнесённые назад ноги помогают поганковым превосходно передвигаться в воде, для ходьбы по суше они практически непригодны. Как правило, птицы покидают воду только для отдыха или по пути в гнездо. При этом на суше представители этого семейства довольно неуклюжи и передвигаются, держа тело почти вертикально.
Взлетают относительно тяжело: чтобы поднять в воздух своё тяжёлое тело, поганковые долго разбегаются по воде, помогая при этом себе крыльями. В случае опасности предпочитают не взлетать, а нырять. Поднявшись в воздух, птицы неплохо летают и могут преодолевать большие расстояния.
Некоторые виды поганковых являются перелётными. Короткокрылая поганка, нелетающая поганка Тачановского и вымершая атитланская поганка утратили способность к полёту. Так как на суше поганковые почти не бывают, чистить и смазывать оперение приходится на воде. Занимаясь этим, они ложатся то на один бок, то на другой. Замёрзшие в холодной воде ноги греют не как утки, пряча их в оперении живота, а подняв из воды в сторону.

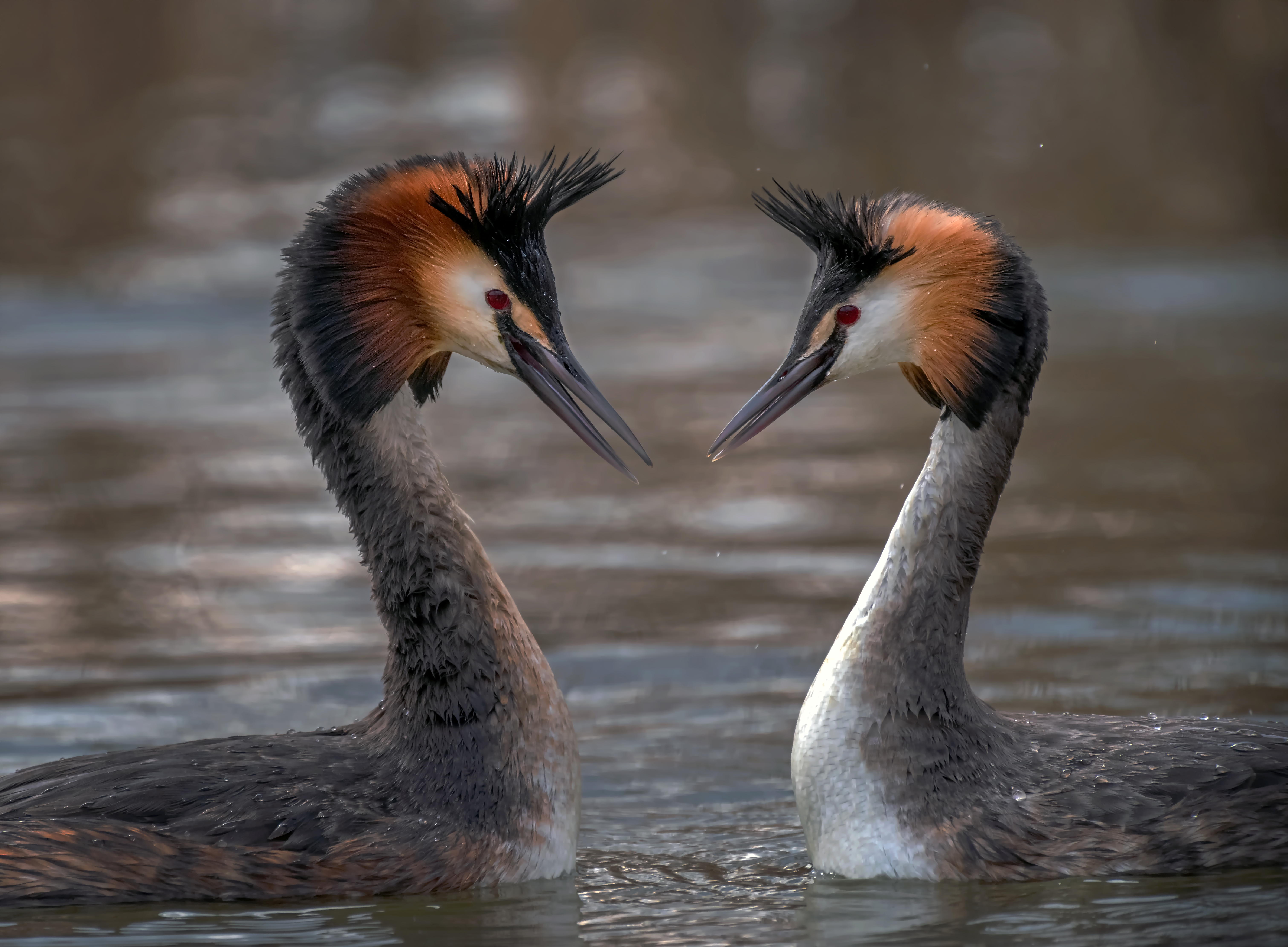
Большие поганки в брачном оперении

Мягкое, плотное оперение поганковых обладает водоотталкивающими свойствами. У каждой поганки в среднем более 20 тысяч перьев. Они торчат из кожи под практически прямым углом, на концах немного закручены. Прижимая перья к телу, поганковые могут регулировать свою плавучесть. Часто они плавают, практически полностью погрузившись в воду, при этом над водой остаётся только голова и шея. В течение года у большинства видов происходят заметные изменения в оперении. В брачный сезон наряды отличаются яркими красками на шее и голове, появляются заметные хохолки, воротнички, зачёсанные назад заглазничные кисточки, «бакенбарды» на щеках. Во внебрачном наряде преобладают, напротив, серые и коричневые краски. Ярко выраженный половой диморфизм у поганковых отсутствует; у самцов иногда можно отметить более яркие краски в оперении, и в среднем они немногим больше самок. Для различения в дикой природе этих отличий в любом случае недостаточно.
Размеры поганковых колеблются от 23 до 74 см, вес — в среднем от 120 до 1500 г. Различают два основных типа поганковых: с длинными, острыми клювами, которые питаются в основном рыбой и имеют длинные шеи, в то время как виды, которые питаются водными членистоногими имеют более короткие шеи и клювы. Вымершая атитланская поганка имела клюв, который идеально походил для ловли ракообразных.

## Голос
Голосовые сигналы поганок значительно варьируются от одного вида к другому. Некоторые виды имеют до двенадцати различных вариантов криков, другие, как, например, австралийская белоголовая поганка, преимущественно молчаливы. Различные свисты, трели и пронзительные выкрики используются прежде всего во время брачных игр, опасности и проявлениях агрессии.
Отличительной чертой многих видов является крик, издаваемый перед началом тока. Этим криком поганки привлекают внимание представителей противоположного пола. У западной поганки при этом имеются индивидуальные отличия: каждая птица этого вида имеет свою собственную мелодию.

## Распространение

### Ареал

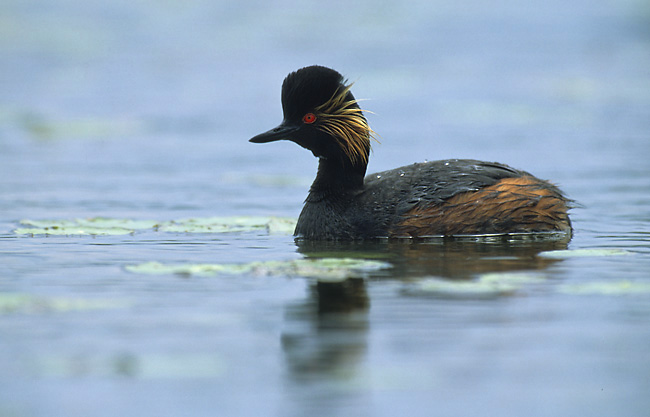
Черношейная поганка

Поганковые распространены на всех континентах, кроме Антарктиды. Они живут в тропических, умеренных и субполярных регионах. Только лишь красношейная поганка встречается севернее северного полярного круга; далёкие заполярные регионы поганковые, в отличие от гагар, не освоили. Ареалы некоторых видов поганковых ограничены отдельными островами, такими как Мадагаскар или Новая Зеландия.
У трёх видов поганковых, обитающих в Южной Америке, чрезвычайно малые ареалы: у каждого вида лишь одно своё озеро. Обитающая на озере Титикака, находящемся на границе Перу и Боливии, небольшая бурая, с красноватым хохолком короткокрылая ролландия совсем разучилась летать, так что переселиться куда-нибудь самостоятельно она не может. У атитланской поганки, которая обитала на озере Атитлан в Гватемале, крылья также были недоразвиты, поэтому она никогда не расставалась со своим озером. Ареал очень крупной, почти неспособной летать, поганки Тачановского ограничен озером Юнин в Перу.
В России обитают 5 видов: чомга, серощекая, рогатая или красношейная, ушастая или черношейная, и малая поганка.

### Места обитания
Все виды в сезон гнездования обитают на закрытых водоёмах, преимущественно на неглубоких озёрах с песочным дном и без течений. Редко представителей поганковых можно встретить на медленно текущих реках. Два вида, магелланова поганка и западная поганка, иногда гнездятся в спокойных морских бухтах. В Южной Америке некоторые виды выбрали исключительно высокоальпийские озёра Анд, где они гнездятся на высоте до 4000 м.
Единственный представитель поганковых, большая поганка или чомга, в некоторых местностях встречается в искусственных водоёмах; в Центральной Европе она освоила даже пруды в городских парках.
Лишь в остальной период, отличный от гнездования, многие виды обитают на море. В то время как магелланову поганку можно встретить за несколько километров от берега в открытом море, остальные виды предпочитают оставаться в прибрежной зоне.
Виды, обитающие в тропической и субтропической зонах, ведут оседлый образ жизни и совершают перелёты исключительно в близлежащие моря. Виды умеренной климатической зоны — частично или полностью перелётные птицы; вне сезона гнездования они чаще всего держатся большими группами; например, осенью около 20 000 особей большой поганки на озере Эйсселмер или 750 000 особей черношейной поганки на озере Моно в Калифорнии.

## Образ жизни

### Активность

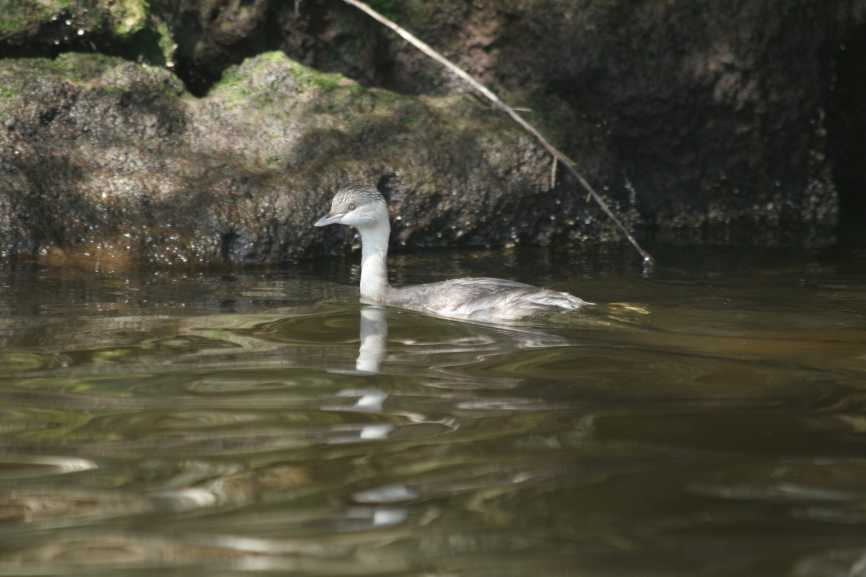
Австралийская белоголовая поганка

Поганки ведут главным образом дневной образ жизни, однако могут быть также активными ночью, когда ярко светит полная луна. Многие виды являются одиночными птицами, в сезон гнездования живут парами; некоторые из них в зимний период живут группами.
Семь видов: черношейная поганка, австралийская белоголовая поганка, поганка-головастик, серебристая поганка, поганка Тачановского, западная поганка и поганка Кларка ведут иной образ жизни и гнездятся в колониях.

### Питание
Как уже упоминалось, существует два основных типа поганок: те, которые питаются рыбой и те, которые специализируются на водных членистоногих. К первому типу принадлежат, например, большая и западная поганки, ко второму — малая и черношейная поганки. Специализация означает лишь то, что рыба или членистоногие составляют основной рацион этих видов. Крупные виды кроме рыбы едят членистоногих, а те, которые в основном охотятся на насекомых и мелких ракообразных, дополняют свой рацион мелкой рыбой.
Крупные виды поганок могут глотать рыбу длиной до 20 см и шириной до 7,5 см. Среди водных насекомых, которыми питаются более мелкие представители поганок, — личинки стрекоз, подёнок, веснянок, водные клопы и водные жуки. Кроме того поганки едят водных улиток, ракообразных, головастиков и взрослых лягушек.
Часто в желудках у поганок можно обнаружить следы водных растений; последние скорее всего попадают туда случайно. Мелкие камни поганки глотают в качестве гастролитов, для измельчения пищи. Иногда поганки глотают собственные перья, прежде всего с груди или нижней части тела. Проглоченные перья обволакивают неперевариваемые остатки пищи и впоследствии отрыгиваются наружу в виде комочков. Предположительно поганки делают это для того, чтобы защитить стенки желудка от повреждений, которые могут нанести острые кости рыб.

## Размножение

### Время тока

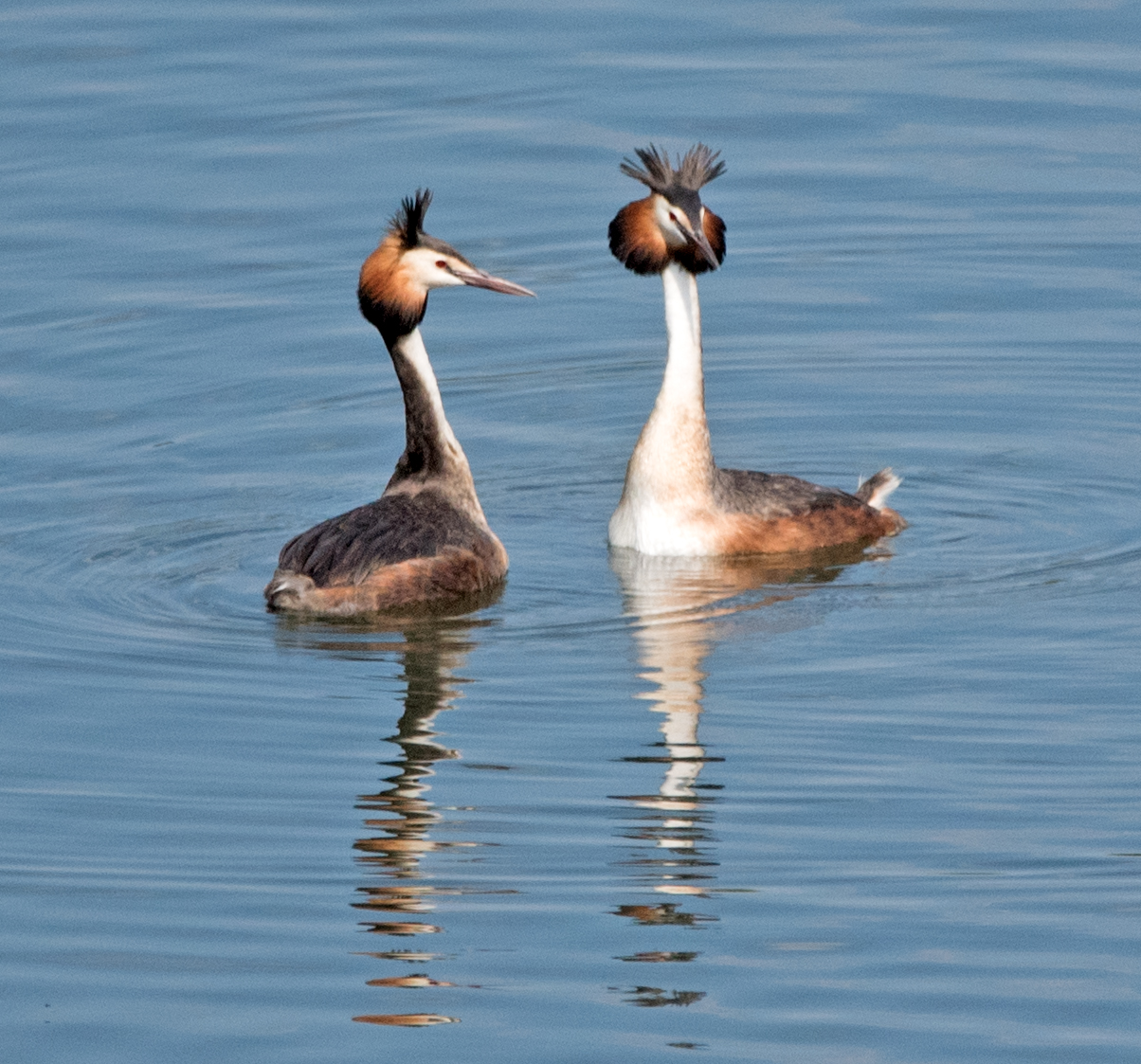
Большие поганки во время брачных танцев

Все поганковые образуют на время гнездования моногамные пары. Перед образованием пары происходит брачный ритуал, который у одних видов, как например, у австралийской белоголовой поганки, может быть простым, а у других достаточно сложным. Для филогенетиков сравнительный анализ брачного ритуала поганковых составляет особый интерес. Мелкие виды, как например, малая поганка и малая пёстроклювая поганка, а также крупный вид, магелланова поганка (что, однако, является исключением) имеют простой брачный танец. В противоположность этому, у большинства представителей рода поганки (Podiceps), а также у западной поганки можно наблюдать потрясающе зрелищные, очень сложные брачные ритуалы. Синхронные движения во время брачной церемонии сопровождаются отточенными движениями партнёров, которые очень похожи на настоящий танец. Например, у большой поганки такой танец заканчивается взаимным поднесением водорослей. А западные поганки после синхронного бега по воде с вытянутыми шеями одновременно ныряют в воду.
Спаривание у поганковых происходит на суше. После этого начинается период, когда партнёры охраняют территорию будущего гнезда от представителей как своего, так и других видов, как, например, уток. Агрессивное поведение у семи ранее названых видов, которые гнездятся в колониях, выражено намного слабее. Эти поганки могут гнездиться не только рядом с представителями своего вида, но и рядом с другими птицами. В Европе такими птицами могут быть обыкновенная чайка и белощёкая крачка. В таких смешанных колониях чайки и крачки заранее предупреждают поганок о приближающихся врагах.
Из водных растений, веток и листьев оба партнёра сооружают плавучее гнездо, которое прикрепляется к какой-нибудь растительности, как, например, заросли тростника. В среднем диаметр гнезда составляет 30—50 см, в редких случаях — до одного метра. Мелкие виды строят, как правило, более мелкие гнёзда, однако на размер гнезда влияют кроме того такие факторы, как волны или используемый для строительства материал.

### Высиживание птенцов
Самки откладывают от двух до семи белых, жёлтых или голубых яиц, которые через некоторое время покрываются коричневыми пятнами. Яйца у поганок относительно невелики. Вес одного яйца поганки составляет около 3 — 6 % веса взрослой птицы. Абсолютный размер яиц колеблется от 3,4×2,3 см (у черношейной поганки) до 5,8×3,9 см (у западной поганки). Мелкие поганки высиживают в год до трёх кладок, крупные — одну или максимум две.
Насиживание яиц длится около 20—30 дней. Насиживать кладку поганковые начинают с первого яйца. Чтобы не привлекать внимания к своему гнезду, многие виды приближаются к нему под водой. Часто оба партнёра покидают гнездо на несколько часов, однако эмбрионы крайне выносливы к переохлаждению. Прежде чем покинуть кладку, птицы его накрывают; растения, из которого сделано гнездо, гниют и дополнительно подогревают яйца снизу. Кроме того, прикрыванием гнезда поганки маскируют его от врагов.

### Птенцы

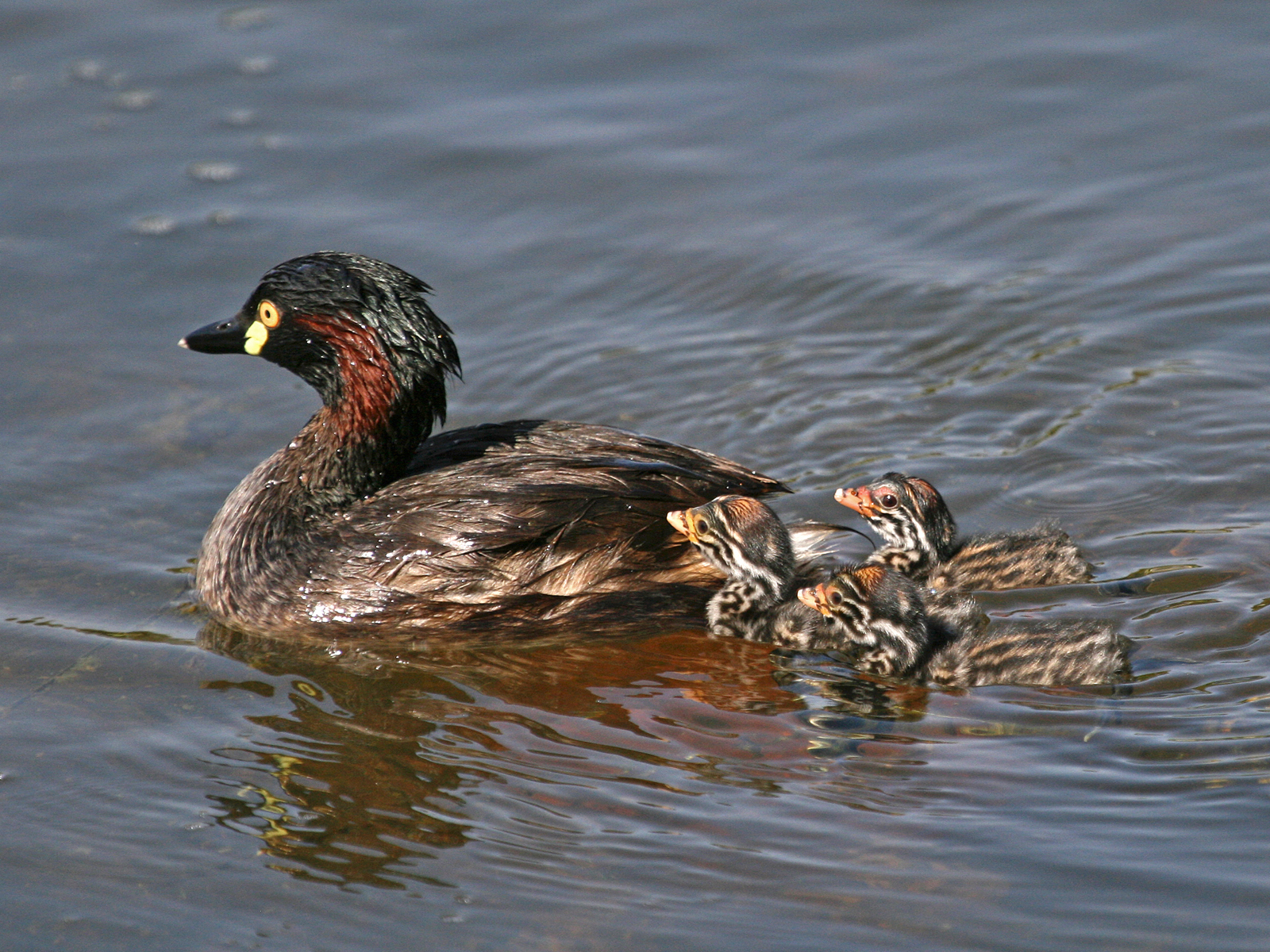
Австралийская малая поганка с птенцами

Птенцы поганок вылупляются в разные сроки, тут же забираются на спины родителей и какое-то время прячутся там. Это даёт взрослым птицам возможность высидеть остальные яйца, отложенные позднее. Самка высиживает оставшиеся яйца, а самец кормит уже вылупившихся птенцов. Вылупление птенцов длится всего несколько минут, поскольку долгое пребывание во влажной среде опасно для жизни птенцов. Птенцы всех видов поганок (кроме западной поганки и поганки Кларка) отличаются типичным полосатым нарядом. Эти полоски сначала проходят через всё тело, позже остаются только на горле и голове. Птенцы могут уже с самого начала после вылупления самостоятельно плавать и нырять. Однако так как они недостаточно хорошо могут регулировать температуру своего тела и быстро охлаждаются, птенцы проводят большую часть времени на спинах родителей. В то время как один из родителей плавает с птенцами на спине, другой занимается поиском пищи. Только что вылупившиеся птенцы имеют на темени голый участок кожи, который краснеет в результате прилива крови, если птенец находится в состоянии стресса, связанного с голодом или (возможно) перегревом. Существует ошибочное мнение, что у поганок под крыльями имеются карманы, в котором птенцы находят убежище, когда взрослые птицы ныряют под воду. Взрослая птица, которая транспортирует птенцов, остаётся обычно на поверхности воды и не ныряет.
В зависимости от вида молодые птенцы поганок остаются на спине у родителей от 44 до 79 дней. До того момента, пока птенцы не покинут спину, между ними происходят поединки за пропитание, в которые родители не вмешиваются. Такие поединки часто приводят к смертельным случаям среди более слабых птенцов. Вероятность того, что молодой птенец поганки выживет в течение первых двадцати дней, составляет около 40—60 %.

## Люди и поганки
Из-за большой популярности перьев поганок в качестве текстильного материала в XIX веке на арктические виды велась интенсивная охота. Большая и западная поганки были в некоторых регионах практически истреблены. Однако в результате охранных мер в течение XX века оба вида смогли восстановить свои популяции и к концу его снова стали довольно распространёнными.
В настоящее время загрязнения водоёмов и беспокойства, причиняемые лодками, наносят вред поганковым. Лодки из-за волн, которые они создают, оказывают негативное влияние на уязвимые плавающие гнёзда поганок. Многие поганки тонут, запутавшись в рыболовных сетях.
Три вида поганок вымерли: колумбийская поганка была распространена в выскогорных топях Боготы и вымерла из-за осушения озёр и заражения их пестицидами. Атитланская поганка обитала только лишь на озере Атитлан в Гватемале. По различным причинам (запуск большеротого чёрного окуня в озеро, уничтожение зарослей тростника, землетрясение в 1976 году) популяция этой поганки катастрофически сократилась, и с 1986 года этот вид считается вымершим. Алаотранская поганка являлась эндемиком Мадагаскара; с 1985 года её никто не видел, вымершим вид был объявлен в 2010 году.
Под угрозой исчезновения находится поганка Тачановского, которая встречается на единственном озере в Андах.
Короткокрылая ролландия, которую ещё в конце XX века можно было встретить довольно часто, тоже находится под угрозой исчезновения из-за резкого сокращения популяции.

## Эволюционная история
Поганковые — очень древняя группа птиц. Найдены ископаемые остатки миоценовой эпохи, которые принадлежат родам Miobaptus и Thiornis. В плиоценовых находках имеются остатки рода Pliolymbus, а также живущего ныне рода поганок. В плейстоценовых отложениях найдены остатки видов двух современных родов пёстроклювых и западных поганок.
Так как половина всех видов поганковых обитает в Южной Америке, то, возможно, здесь и началось эволюционное развитие этого семейства.

## Систематика

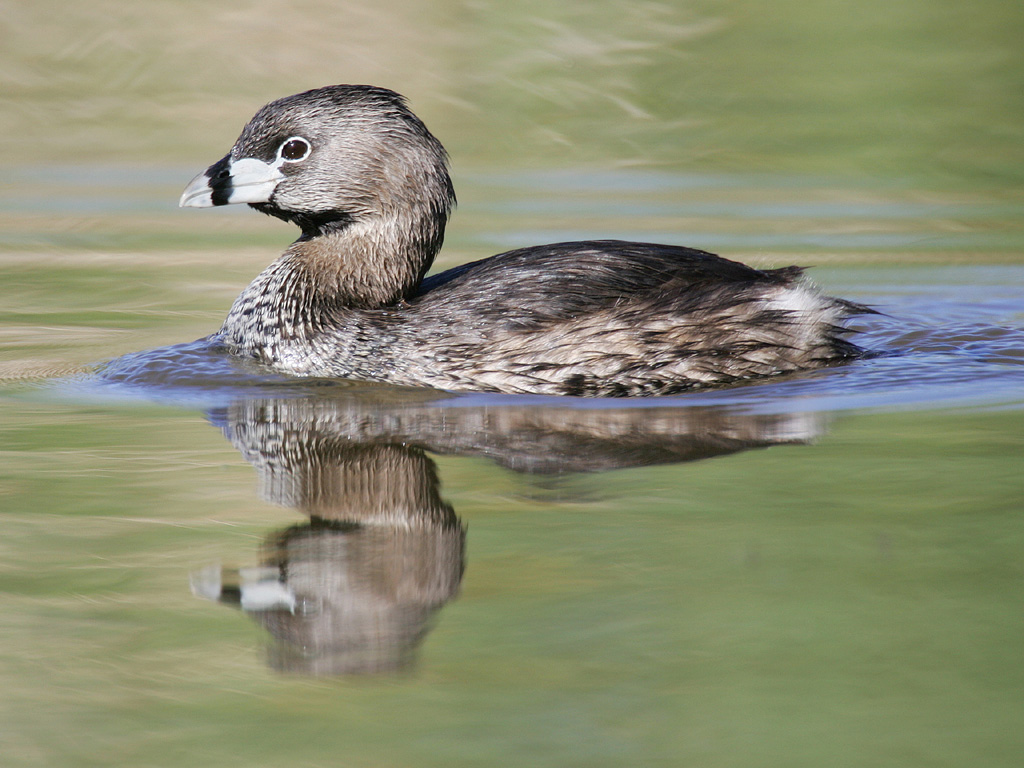
Пестроклювая поганка
(Podilymbus podiceps)

### Систематическое положение
Поганковые не имеют близких родственных отношений ни с одним из семейств птиц. Поэтому это семейство является единственным представителем отряда поганкообразных.
Традиционно считалось, что самыми близкими родственниками поганковых являются представители семейства гагаровых, с которыми они имеют ряд внешних сходств, а также сходный образ жизни. Уже в 1758 году Карл Линней в Systema Naturae (Система природы) отнес их к одному роду Colymbus, который он, в свою очередь, отнес к Anseres — отряду, охвытывавшему почти всех водоплавающих птиц. Работу по классификации продолжили последующие зоологи. Иоганн Карл Вильгельм Иллигер в 1811 году отнёс род Colymbus вместе с чистиковыми и пингвинами к одному семейству Pygopodidae. Только в конце XIX века гагары и поганки были разделены на два семейства, однако все ещё считавшихся родственными. Леон Гарднер был первым зоологом, который в 1925 году подверг сомнению близкое родство поганок и гагар.
Более поздние исследователи стали рассматривать сходства между гагарами и поганками (обтекаемое тело, гибкая шея, отнесённые назад короткие ноги, плотное водоотталкивающее оперение) как следствие конвергентной эволюции — сходных адаптаций к водной среде обитания, а не как доказательство близкого родства этих двух семейств.
В 2003 году Геральд Майр выдвинул гипотезу, согласно которой поганки находятся в близком родстве с фламинго.

### Классификация
Семейство поганковые (Podicipedidae) включает 6 современных родов и 23 вида:
- Малые поганки (Tachybaptus)
  - † Алаутранская малая поганка (Tachybaptus rufolavatus)
  - Малая поганка (Tachybaptus ruficollis)
  - Tachybaptus tricolor
  - Австралийская малая поганка (Tachybaptus novaehollandiae)
  - Мадагаскарская малая поганка (Tachybaptus pelzelnii)
  - Доминиканская поганка (Tachybaptus dominicus)
- Пестроклювые поганки (Podilymbus)
  - Пестроклювая поганка  (Podilymbus podiceps)
  - † Атитланская поганка (Podilymbus gigas)
- Ролландии (Rollandia)
  - Белохохлая поганка (Rollandia rolland)
  - Короткокрылая поганка (Rollandia micropterum)[1]
- Белоголовые поганки (Poliocephalus)
  - Австралийская белоголовая поганка (Poliocephalus poliocephalus)
  - Новозеландская белоголовая поганка (Poliocephalus rufopectus)
- Поганки (Podiceps)
  - Магелланова поганка (Podiceps major)
  - Серощёкая поганка (Podiceps griseigena)
  - Большая поганка (Podiceps cristatus)
  - Красношейная поганка (Podiceps auritus)
  - Черношейная поганка (Podiceps nigricollis)
  - † Колумбийская поганка (Podiceps andinus)
  - Серебристая поганка (Podiceps occipitalis)[1]
  - Поганка Тачановского (Podiceps taczanowskii)
  - Чубатая поганка (Podiceps gallardoi)
- Западноамериканские поганки (Aechmophorus)
  - Западноамериканская поганка (Aechmophorus occidentalis)
  - Поганка Кларка (Aechmophorus clarkii)

К ископаемым представителям семейства относят:
- † Thiornis
  - † Thiornis sociata — 11,1—8,7 млн лет назад, Испания

Современные представления о филогении семейства могут быть проиллюстрированы следующей кладограммой
```
Podicipedidae
├── 
Rollandia

└── N.N.
     ├── N.N.
     │    ├── 
Tachybaptus

     │    └── 
Podilymbus

     └── N.N.
          ├── 
Poliocephalus

          └── N.N.
               ├── 
Aechmophorus

               └── 
Podiceps
```